# Labastide-Marnhac

Labastide-Marnhac este o comună în departamentul Lot din sudul Franței. În 2009 avea o populație de 1.121 de locuitori.

## Evoluția populației
| An        | 1975 | 1982 | 1990 | 1999 | 2006 | 2009  |
| --------- | ---- | ---- | ---- | ---- | ---- | ----- |
| Populație | 427  | 557  | 691  | 844  | 931  | 1.121 |